# Meta Platforms
Meta Platforms, Inc., făcând afaceri ca Meta, și numită anterior Facebook, Inc. și TheFacebook, Inc., este un conglomerat multinațional de tehnologie american cu sediul în Menlo Park, California. Compania deține și operează Facebook, Instagram, Threads și WhatsApp printre alte produse și servicii. Meta este evaluată printre cele mai mari companii americane de tehnologie a informației alături de alte companii Big Five Alphabet (compania părinte a Google), Amazon, Apple și Microsoft. Compania a fost evaluată pe locul #31 în clasamentul Forbes Global 2000 în 2023.
Meta, de asemenea, a achiziționat Oculus (pe care a integrat-o în Reality Labs), Mapillary, CTRL-Labs și acțiuni de 9,99% în Jio Platforms; în plus, compania s-a străduit în echipament non-VR, precum linia terminată de ecrane inteligente Meta Portal and și este în prezent partener cu Luxottica prin seria Ray-Ban Stories de smartglasses. În ciuda eforturilor în hardware, compania se bazează pe publicitate pentru o vastă majoritate din veniturile sale, valorând 97,8 procente în 2023.
Compania părinte Facebook, Inc. s-a redenumit ca Meta Platforms, Inc. pe 28 octombrie 2021, ca să "reflecte concentrarea sa pe construirea metaversului", un mediu integrat conectând produsele și serviciile companiei.

## Istoric
Meta, Inc. a fost înființată la mijlocul anului 2004, iar antreprenorul Sean Parker a devenit președinte al acesteia. În iunie 2004 compania și-a mutat sediul în Palo Alto, California. Tot în aceeași lună Meta a primit prima sa investiție din partea lui Peter Thiel, cofondator al PayPal. Compania a înlăturat articolul The din numele ei după ce a cumpărat domeniul de Internet facebook.com pentru 200.000 USD în 2005.

### Redenumire
Compania Facebook a anunțat schimbarea numelui, la 28 octombrie 2021, la conferința Connect. Mark Zuckerberg a pus foarte mult accent pe conceptul de metavers în perioada anterioară și acesta pare să fie motivul schimbării de nume.

## Management
Personalul de conducere al companiei este format din Chris Cox (vicepreședinte de produs), Sheryl Sandberg (director operațional) și Mark Zuckerberg (președinte și director general). Din aprilie 2011 Meta are peste 2.000 de angajați și birouri în peste 15 țări. Printre manageri se mai numără și David Ebersman (director finaciar) și Elliot Schrage (director de relații publice).

## Venituri
Majoritatea veniturilor obținute de Meta provin din publicitate.
| An   | Venit | Creștere |
| ---- | ----- | -------- |
| 2006 | 52    | —        |
| 2007 | 150   | 188%     |
| 2008 | 280   | 87%      |
| 2009 | 775   | 177%     |
| 2010 | 2.000 | 158%     |
| 2011 | 4.270 | 114%     |

## Contribuții cu sursă liberă
Meta utilizează și în același timp dezvoltă software cu sursă deschisă. Printre contribuțiile realizate de Facebook se numără: HipHop for PHP, Apache Hadoop, Apache Hive, Apache Cassandra, și Open Compute Project.
Meta contribuie de asemenea și la alte proiecte cu sursă deschisă, cum ar fi sistemul de baze de date MySQL deținut de Oracle.

## Fuziuni și achiziții
Pe 15 noiembrie 2010, Meta a anunțat că va cumpăra domeniul de Internet fb.com de la American Farm Bureau Federation pentru o sumă confidențială. Pe 11 ianuarie 2011, AFBF a dezvăluit că suma s-a ridicat la 8,5 milioane USD, făcând achiziția fb.com una dintre cele mai mari vânzări de domenii din istorie.

## Birouri

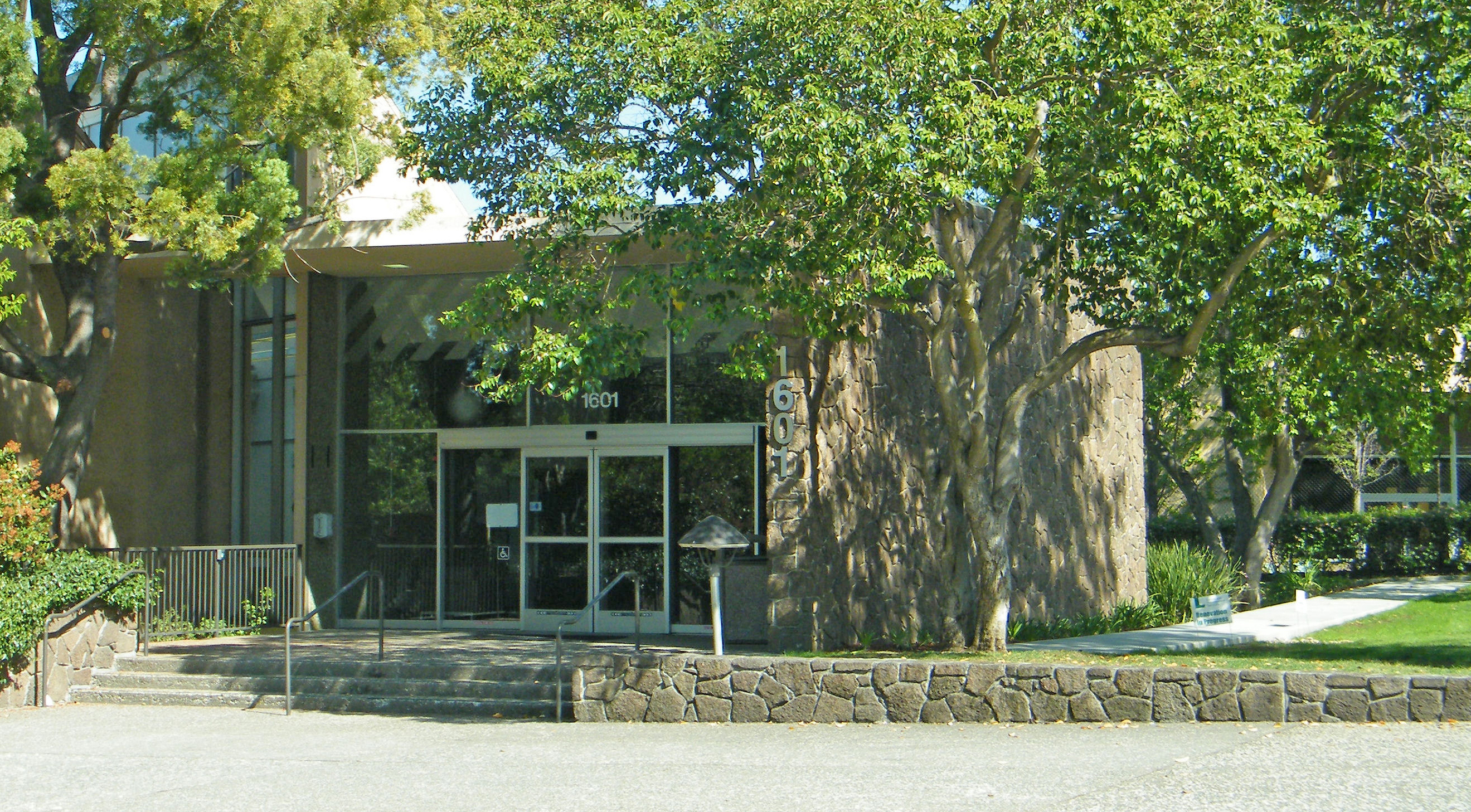
Intrarea în fostul sediu al Facebook din Stanford Research Park, Palo Alto, California

### Sediul din Menlo Park
La începutul lui 2011 Meta a anunțat că își va muta sediul în fostul campus al Sun Microsystems din Menlo Park, California.

### Facebook Ireland Ltd.
În afara Statelor Unite și Canadei, rețeaua de socializare este operată de filiala „Facebook Ireland Limited” din Irlanda. Acest lucru îi permite companiei americane să evite taxele din SUA pentru toți utilizatorii din Europa, Asia, Australia, Africa și America de Sud. Meta se folosește de un acord special („Double Irish arrangement”) care îi permite să plătească doar 2-3% din impozitul pe toate veniturile internaționale.

### Facebook Hyderabad
În 2010 Meta și-a deschis cel de-al patrulea birou, în Hyderabad și primul din Asia.
Meta, care în 2010 a avut la nivel mondial peste 750 de milioane de utilizatori activi, dintre care 23 de milioane în India, a anunțat că centrul din Hyderabad va găzdui echipele de dezvoltare și publicitate online și va oferi suport multilingv utilizatorilor rețelei de socializare. Astfel compania s-a alăturat celorlalți giganți precum Google, Microsoft, Oracle, Dell, IBM și Computer Associates, care și-au deschis deja centre în regiune. În Hyderabad, Meta a înregistrat filiala „Facebook India Online Services Pvt Ltd”.